# Samsung GT-S7560 Galaxy Trend
Galaxy Trend – smartfon firmy Samsung, zaprezentowany w 2012 roku.
GT-S7560 jest telefonem z systemem Android, wyposażony w ekran 4-calowy o rozdzielczości 480 × 800 pikseli oraz procesor o taktowaniu 1 GHz. Nowsza wersja modelu nosi nazwę Samsung Galaxy Trend Plus.